# Manifest praski (1996)
Manifest praski (esperanto: Praga Manifesto de la movado por la internacia lingvo; dosłownie: Manifest praski ruchu [esperanckiego] na rzecz języka międzynarodowego, w skrócie: Praga Manifesto)  – deklaracja przygotowana przez Światowy Związek Esperantystów (UEA), przyjęta podczas 81. Światowego Kongresu Esperanto w Pradze, określająca obszary działania ruchu esperanckiego.

## Historia
Manifest przygotowany przez Marka Fettesa, został zaakceptowany przez Komitet UEA. Treść manifestu została odczytana  przez Marka Fettesa 20 lipca 1996, podczas uroczystej inauguracji 81. Światowego Kongresu Esperantystów w Pradze. Po przeczytaniu zaapelował on do uczestników kongresu o podpisywanie dokumentu. Manifest praski skierowany był do „wszystkich rządów, organizacji międzynarodowych i ludzi dobrej woli”, była to druga po Deklaracji Bulońskiej deklaracja określająca cele ruchu esperanckiego. Manifest, skierowany w swoim założeniu przede wszystkim do osób nie znających esperanta, został zaraz po jego przyjęciu przetłumaczony na języki: angielski, czeski, francuski, niemiecki, hiszpański, węgierski, niderlandzki, portugalski oraz łaciński. Wkrótce manifest został przetłumaczony na dalsze kilkadziesiąt języków i rozpowszechniony na wiele sposobów, w tym wydrukowany w wielu gazetach.
Manifest podpisało ponad 13 tysięcy osób (do 31 marca 2000 zebrano 13 437 podpisów).
W 1999 ukazało się wydawnictwo dotyczące praskiego manifestu, z tekstami wyjaśniającymi poszczególne punkty deklaracji. Autorami poszczególnych rozdziałów są: Frank Stocker, przewodniczący Germana Esperanto-Asocio w latach 1995-1999  (demokracja), prof. Duncan Charters (kształcenie ponadnarodowe), Katalin Smideliusz (skuteczność pedagogiczna), Renato Corsetti (wielojęzyczność),  Uwe Joachim Moritz (prawa językowe), Mark Fettes (językowa różnorodność ) i Spomenka Štimec (emancypacja).

## Treść
Manifest praski składa się ze wstępu i 7 punktów. 
Wstęp
Określa adresatów manifestu oraz deklarację ruchu esperanckiego dotyczącą dalszej pracy zmierzającej do osiągnięcia celów wskazanych w manifeście. Jednocześnie podkreślono 100-letnią historię esperanta, która udowodniła jego użyteczność.
W kolejnych punktach określone zostały główne obszary działania oraz zalety esperanta jako międzynarodowego środka komunikacji:
1. Demokracja
Wskazano na obecny system komunikacji językowej, stawiający część ludzi w uprzywilejowanej pozycji. Esperanto jest środkiem pozwalającym na równą i demokratyczną komunikację językową na całym świecie.
2. Kształcenie ponadnarodowe
Nauka esperanta nie jest związana z jakąkolwiek kulturą narodową.
3. Skuteczność pedagogiczna
Łatwość nauki esperanta w porównaniu z językami narodowymi.
4. Wielojęzyczność
Podkreślono wielojęzyczność uczestników ruchu esperanckiego oraz możliwość jaką daje esperanto - opanowanie innego języka niż własny, na wysokim stopniu komunikacji.
5. Prawa językowe
Esperanto daje możliwość zapobiegania nierównościom i konfliktom na tle językowym, w tym gwarancje równego traktowania niezależnie od używanego języka.     
6. Językowa różnorodność
Ruch esperancki szanuje i wspiera różnorodność językową. Każdy język narodowy uważany jest za cenny i godny ochrony.
7. Emancypacja
Wyłączne używanie języków narodowych ogranicza człowieka. Esperanto jako powszechny środek komunikacji umożliwia uczestnictwo w społeczności nie ograniczającej się do lokalnej kultury.

## Krytyka
Krytykę manifestu zawarł Ziko van Dijk (Marcus Sikosek) w książce „Esperanto sen mitoj”.